# Cash Money (singolo)
Cash Money è un singolo del rapper statunitense Tyga, pubblicato il 20 maggio 2016 su etichetta Last Kings.

## Tracce
1. Cash Money – 3:17